# Ljubljana po Londonu
Ljubljana po Londonu je album v živo Aleksandra Mežka, ki je izšel leta 2013. Album je bil posnet 11. septembra 2012 na istoimenskem Mežkovem koncertu v Cankarjevem domu. Album vsebuje osemnajst skladb, ki izhajajo iz vseh Mežkovih obdobij. Album vsebuje tudi skladbo »Fair Play«, ki jo je Svet Evrope leta 2003 sprejel za športno himno Evrope. Poleg zgoščenke je zraven priložen tudi video posnetek koncerta na DVD-ju.
Koncert je bil posvečen našim uspešnim olimpijcem.

## Koncert
Koncert je potekal v Gallusovi dvorani Cankarjevega doma. Mežka je spremljala skupina izkušenih angleških glasbenikov, ki so jo sestavljali bas kitarist Robbie McIntosh, ki je sodeloval s Paulom McCartneyjem, Sinéad O'Connor, Joejem Cockerjem, ipd. ter je nekdanji član skupine The Pretenders; kitarista Scott McKeon in Simon Johnson, ki je sodeloval z Lano Del Rey; bobnar Tim Bye in klaviaturist Steve Smith, ki že dolga leta sodeluje z Mežkom. Kot gostje so z vokalnimi harmonijami pomagali člani skupine Hiša. Koncert je bil razdeljen na dva sklopa. V prvem je Mežek izvajal skladbe v slovenščini, v drugem sklopu pa skladbe v angleščini. O nepolni dvorani je Mežek povedal anekdoto o koncertu Cliffa Richarda, ki sta ga s Cliffom izvedla leta 1987 v Hali Tivoli. Na dan njunega koncerta je bilo prodanih 150 vstopnic, Richard pa je isti dan nastopil kot gost v radijski oddaji. Na vprašanje, če bo kljub slabemu obisku nastopil, je Richard dejal: »Če pride eden, ga bom povabil na večerjo. Če prideta dva, bom imel koncert.« »Dvorana je bila zvečer polna,« je razložil Mežek. Pred koncem je na oder prišel tudi Iztok Čop. Na odru je imel krajši govor, v katerem je poudaril pomen »fair playja«.

## Seznam skladb
Avtor glasbe in besedil je Aleksander Mežek, razen kjer je posebej napisano.
| Št. | Naslov                                   | Dolžina |
| --- | ---------------------------------------- | ------- |
| 1.  | „Ljubljanske ceste‟ (Ralph McTell/Mežek) | 4:46    |
| 2.  | „Ajda pa znova cveti‟                    | 3:15    |
| 3.  | „Nebo po dežju‟                          | 2:52    |
| 4.  | „Vremenska napoved‟                      | 3:24    |
| 5.  | „Julija‟                                 | 4:14    |
| 6.  | „Trnovo‟                                 | 3:51    |
| 7.  | „Mož prisege‟                            | 5:28    |
| 8.  | „Tečem skozi čas‟                        | 4:15    |
| 9.  | „Uganka‟                                 | 4:18    |
| 10. | „Rima‟                                   | 3:46    |
| 11. | „I Don't Know‟                           | 4:08    |
| 12. | „Opposite Direction‟                     | 6:01    |
| 13. | „Someday‟                                | 3:32    |
| 14. | „It'll Redeem‟                           | 4:26    |
| 15. | „Say a Prayer‟                           | 5:30    |
| 16. | „Fair Play‟                              | 4:31    |
| 17. | „Siva pot‟ (John Denver/Mežek)           | 3:26    |
| 18. | „Podarjeno srcu‟                         | 6:19    |

## Osebje

### Glasbeniki
- Aleksander Mežek – vokal, akustična kitara
- Steve Smith – klaviature, vokalne harmonije
- Simon Johnson – električna kitara, akustična kitara, vokalne harmonije
- Scott McKeon – električna kitara, akustična kitara
- Robbie McIntosh – bas
- Tim Bye – bobni

Gostje
- Hiša – vokalne harmonije, orglice

### Produkcija
- Založnik: Eye Witness Records
- Avtorska zaščita: SAZAS
- Zvočni zapis: Studio Ritem
- Zvočni tehnik: Borut Berden
- Asistent: Vincent Laurence
- Obdelava zvoka in mastering: Keith Bessey
- Fotografije: Ciril Jazbec, Miro Majcen
- Oblikovanje: Tanja Gerkman